# Eria pokharensis
Eria pokharensis är en orkidéart som beskrevs av Bajrach., Subedi och K.K.Shrestha. Eria pokharensis ingår i släktet Eria och familjen orkidéer.
Artens utbredningsområde är Nepal. Inga underarter finns listade i Catalogue of Life.